# Капитан Филлипс
«Капитан Филлипс» (англ. Captain Phillips) — американский биографический боевик-триллер 2013 года, восьмой полнометражный фильм британского режиссёра Пола Гринграсса. Основанный на захвате судна Maersk Alabama в апреле 2009 года, фильм рассказывает историю капитана Ричарда Филлипса, американского моряка торгового флота, который был взят в заложники сомалийскими пиратами. В фильме снимаются Том Хэнкс в роли Филлипса, а также Бархад Абди в роли лидера пиратов Абдували Мусэ.
Сценарий Билли Рэя основан на книге Филлипса 2010 года Долг капитана, которую Филлипс написал в соавторстве со Стефан Талти. Скотт Рудин, Дана Брунетти и Майкл Де Лука выступили продюсерами проекта. Премьера фильма состоялась на Нью-Йоркском кинофестивале 27 сентября 2013 года, а в прокат он вышел 11 октября 2013 года. Фильм имел критический и коммерческий успех, получив положительные отзывы критиков и собрав в прокате 220 миллионов долларов при бюджете в 55 миллионов долларов. Фильм получил 6 номинаций на премию «Оскар», включая «Лучший фильм», «лучший адаптированный сценарий» и «Лучшую мужскую роль второго плана» (Абди).

## Сюжет
В 2009 году, Ричард Филлипс принимает командование MV Maersk Alabama, невооруженным контейнеровозом из порта Салала в Омане, с приказом следовать через пролив Гуардафуи в Момбасу, Кения. Опасаясь пиратской активности у берегов Африканского рога, он и первый помощник капитана Шейн Мерфи принимают строгие меры безопасности на судне и проводят тренировочные учения. Во время учений капитан замечает, что за судном следуют сомалийские пираты на двух яликах, и Филлипс зовёт на помощь. Зная, что пираты прослушивают радиопереговоры, он делает вид, что вызывает военный корабль, запрашивая немедленную поддержку с воздуха. Один ялик разворачивается в ответ, а другой — с экипажем из четырёх вооруженных до зубов пиратов во главе с Абдували Мусэ — теряет мощность двигателя, пытаясь пройти в кильватере Maersk Alabama.
На следующий день ялик Мусэ, теперь оснащенный двумя подвесными двигателями, возвращается с теми же четырьмя пиратами на борту. Несмотря на усилия Филлипса и его команды, пираты закрепляют свой трап на корабле. Когда они поднимаются на борт, Филлипс приказывает команде спрятаться в машинном отделении, как раз перед тем, как пираты штурмуют мостик и держат Филлипса и других членов экипажа под прицелом. Филлипс предлагает Мусэ 30 000 долларов из корабельного сейфа, но Мусэ приказывает выкупить судно и экипаж в обмен на миллионы долларов страховки от судоходной компании. Пока они обыскивают корабль, Шейн видит, что у самого молодого пирата Билала нет сандалий, и приказывает команде устелить коридор машинного отделения битым стеклом.
Главный инженер Майк Перри отключает питание корабля, погружая нижние палубы в темноту. Билал режет себе ноги, когда они добираются до машинного отделения, и Мусэ продолжает поиски в одиночку. Члены команды устраивают засаду на Мусэ, держа его под угрозой ножа, и договариваются о том, чтобы отпустить его и других пиратов в спасательную шлюпку. Однако правая рука Мусэ Нур Наджи отказывается садиться в спасательную шлюпку вместе с Абдували Мусэ, если Филлипс не пойдет с ними. Как только все оказываются в спасательной шлюпке, Наджи нападает на Филлипса, заставляя его подняться на судно, прежде чем спустить лодку со всеми пятью на борту.
По мере того как спасательная шлюпка направляется в Сомали, между пиратами обостряется напряженность, поскольку у них заканчивается амфетамин на растительной основе, который они употребляли в пищу, и они теряют связь со своим родным кораблем. Наджи приходит в возбуждение и начинает сомневаться в руководстве Мусэ, когда их перехватывает эсминец ВМС США USS Bainbridge. Капитану «USS Bainbridge» Фрэнку Кастеллано приказано любыми средствами помешать пиратам добраться до побережья Сомали. Даже когда прибывают дополнительные корабли, Мусэ утверждает, что зашел слишком далеко и не сдастся. Участники переговоров не в состоянии переубедить его, и команда DEVGRU спускается с парашютом, чтобы вмешаться, в то время как Филлипс пытается сбежать из спасательной шлюпки, прежде чем Наджи быстро ловит его и неоднократно избивает.
В то время как трое стрелков DEVGRU занимают позиции, Кастеллано и DEVGRU продолжают пытаться найти мирное решение, в конечном итоге взяв спасательную шлюпку на буксир. Мусэ соглашается подняться на борт «USS Bainbridge», где ему говорят, что старейшины его клана прибывают, чтобы договориться о выкупе Филлипса. В спасательной шлюпке Филлипс готовит прощальное письмо своей жене на случай, если его убьют, в то время как Наджи решает взять все под свой контроль. Наджи замечает, что Филлипс пишет письмо, и выхватывает его. Филлипс в отместку избивает Наджи, пока Билал не усмиряет Филлипса, нанося ему удар в спину своим АК-47.
Пираты связывают Филлипса и завязывают ему глаза, а Наджи избивает Филлипса ещё сильнее и ругает Билала и Элми за их протесты, даже заявляя, что военно-морской флот обманул их, поскольку старейшины не пришли на переговоры. Когда Наджи готовится выстрелить в Филлипса, команда «USS Bainbridge» останавливает буксир, в результате чего Элми, Билал и Наджи теряют равновесие. Это дает стрелкам три точных выстрела, которыми они одновременно убивают всех трех пиратов. Абдували Мусэ арестован и заключен под стражу за пиратство. Филлипса спасают из спасательной шлюпки, и его травмам оказывают медицинскую помощь. Несмотря на шок и дезориентацию, он благодарит спасательную команду за спасение его жизни.
В эпилоге описывается что Ричард Филлипс вернулся в Вермонт 17 апреля 2009 года и воссоединился с семьёй, что Абдували Мусэ был осуждён за пиратство и в настоящее время отбывает 33 года в Федеральном исправительном комплексе, Терре-Хот, штат Индиана, и что 25 июля 2010 года капитан Филлипс вернулся в море.

## В ролях
- Том Хэнкс — капитан Ричард Филлипс
- Бархад Абди — Абдували Абдухадир Мусэ
- Бархад Абдирахман — Билал
- Фэйзал Ахмед[англ.] — Наджи
- Махат М. Али — Элми
- Майкл Чернус[англ.] — старший помощник Шейн Мёрфи
- Дэвид Уоршофски[англ.] — старший механик Майк Перри
- Кори Джонсон — рулевой Кен Куинн
- Крис Малки — Джон Кронан
- Юл Васкес — капитан 2-го ранга Фрэнк Кастеллано
- Кэтрин Кинер — Андреа Филлипс

## Создание
Вскоре после освобождения из плена Ричард Филлипс написал книгу воспоминаний «Долг капитана», в которой, помимо всего прочего, подробно рассказал об этой невероятной истории. Права на её экранизацию незамедлительно выкупила кинокомпания Columbia Pictures, посадившая в кресло режиссёра номинанта на премию «Оскар» Пола Гринграсса. На место режиссёра также метил Рон Ховард, позже перешедший в состав картины «Гонка». Примечательно, что «Гонку» сначала хотел поставить сам Гринграсс.
Гринграсс, в свою очередь, утвердил на главную роль именитого актёра Тома Хэнкса. Хэнкс позже вспоминал, что поработать с постановщиком его уговорил близкий друг Мэтт Деймон.
Для подготовки к роли Хэнкс дважды слетал в Вермонт, дабы встретиться и пообщаться с настоящим капитаном Филлипсом. Основные съёмки картины велись на Мальте, на корабле, абсолютно идентичном настоящему MV Maersk Alabama.

## Историческая достоверность
Экранизировавшая книгу кинокомпания заплатила многим членам команды Maersk Alabama по 5000 долларов за право их изображения в фильме. Эти моряки не имеют права озвучивать свою версию событий, но не все пошли на такую сделку. Именно они раскритиковали героический образ Филлипса в фильме. По их словам, обладавший дурной репутацией Филлипс безалаберно относился к требованиям безопасности, из-за гордыни и вопреки желанию команды он повёл судно слишком близко к берегу Сомали. Далее до и во время захвата капитан вовсе не спланировал противодействие, а быстро попал в заложники и до момента освобождения никаких мер не предпринимал. Отмечается, что под понятие «герой» больше подходит старший механик судна Майк Перри, лично спрятавший экипаж, обесточивший судно и захвативший главаря пиратов.

## Награды
| Награды и номинации                 | Награды и номинации                                                     | Награды и номинации | Награды и номинации | Награды и номинации |
| Награда                             | Категория                                                               | Номинант            | Результат           |                     |
| ----------------------------------- | ----------------------------------------------------------------------- | ------------------- | ------------------- | ------------------- |
| Голливудский кинофестиваль          | «Лучший фильм»                                                          |                     | Победа              |                     |
| Нью-Йоркский кинофестиваль          | «Лучший фильм»                                                          |                     | Номинация           |                     |
| Американский институт киноискусства | «Один из 10 лучших фильмов года»                                        |                     | Победа              |                     |
| «Спутник»                           | «Лучший фильм»                                                          |                     | Номинация           |                     |
| «Спутник»                           | «Лучшая режиссёрская работа»                                            | Пол Гринграсс       | Номинация           |                     |
| «Спутник»                           | «Лучшая мужская роль»                                                   | Том Хэнкс           | Номинация           |                     |
| «Спутник»                           | «Лучший адаптированный сценарий»                                        | Билли Рэй           | Номинация           |                     |
| «Спутник»                           | «Лучший звук»                                                           |                     | Номинация           |                     |
| Премия Гильдии киноактёров США      | «Лучшая мужская роль»                                                   | Том Хэнкс           | Номинация           |                     |
| Премия Гильдии киноактёров США      | «Лучшая мужская роль второго плана»                                     | Бархад Абди         | Номинация           |                     |
| «Золотой глобус»                    | «Лучший фильм — драма»                                                  |                     | Номинация           |                     |
| «Золотой глобус»                    | «Лучшая режиссёрская работа»                                            | Пол Гринграсс       | Номинация           |                     |
| «Золотой глобус»                    | «Лучшая мужская роль — драма»                                           | Том Хэнкс           | Номинация           |                     |
| «Золотой глобус»                    | «Лучшая мужская роль второго плана»                                     | Бархад Абди         | Номинация           |                     |
| Ассоциация кинокритиков Сан-Диего   | «Лучший монтаж»                                                         | Кристофер Роуз      | Победа              |                     |
| «Выбор критиков»                    | «Лучший фильм»                                                          |                     | Номинация           |                     |
| «Выбор критиков»                    | «Лучший режиссёр»                                                       | Пол Гринграсс       | Номинация           |                     |
| «Выбор критиков»                    | «Лучший актёр»                                                          | Том Хэнкс           | Номинация           |                     |
| «Выбор критиков»                    | «Лучший актёр второго плана»                                            | Бархад Абди         | Номинация           |                     |
| «Выбор критиков»                    | «Лучший адаптированный сценарий»                                        | Билли Рэй           | Номинация           |                     |
| «Выбор критиков»                    | «Лучший монтаж»                                                         | Кристофер Роуз      | Номинация           |                     |
| Премия Гильдии продюсеров США       | «Лучший фильм»                                                          |                     | Номинация           |                     |
| Премия Гильдии сценаристов США      | «Лучший адаптированный сценарий»                                        | Билли Рэй           | Победа              |                     |
| Премия Гильдии режиссёров США       | «Лучшая режиссёрская работа»                                            | Пол Гринграсс       | Номинация           |                     |
| BAFTA                               | «Лучший фильм»                                                          |                     | Номинация           |                     |
| BAFTA                               | «Лучшая режиссёрская работа»                                            | Пол Гринграсс       | Номинация           |                     |
| BAFTA                               | «Лучшая мужская роль»                                                   | Том Хэнкс           | Номинация           |                     |
| BAFTA                               | «Лучшая мужская роль второго плана»                                     | Бархад Абди         | Победа              |                     |
| BAFTA                               | «Лучший адаптированный сценарий»                                        | Билли Рэй           | Номинация           |                     |
| BAFTA                               | «Лучшая музыка»                                                         | Генри Джекман       | Номинация           |                     |
| BAFTA                               | «Лучшая операторская работа»                                            | Барри Экройд        | Номинация           |                     |
| BAFTA                               | «Лучший монтаж»                                                         | Кристофер Роуз      | Номинация           |                     |
| BAFTA                               | «Лучший звук»                                                           |                     | Номинация           |                     |
| Премия Гильдии операторов США       | «Лучшая операторская работа»                                            | Барри Экройд        | Номинация           |                     |
| Премия Гильдии декораторов США      | «Лучшая работа художника-постановщика в фильме на современную тематику» | Пол Кёрби           | Номинация           |                     |
| «Оскар»                             | «Лучший фильм»                                                          |                     | Номинация           |                     |
| «Оскар»                             | «Лучшая мужская роль второго плана»                                     | Бархад Абди         | Номинация           |                     |
| «Оскар»                             | «Лучший адаптированный сценарий»                                        | Билли Рэй           | Номинация           |                     |
| «Оскар»                             | «Лучший монтаж»                                                         | Кристофер Роуз      | Номинация           |                     |
| «Оскар»                             | «Лучший монтаж звука»                                                   | Оливер Тэрни        | Номинация           |                     |
| «Оскар»                             | «Лучшее сведение звука»                                                 |                     | Номинация           |                     |
| «Империя»                           | «Лучший фильм»                                                          |                     | Номинация           |                     |
| «Империя»                           | «Лучший триллер»                                                        |                     | Номинация           |                     |
| «Империя»                           | «Лучшая мужская роль»                                                   | Том Хэнкс           | Номинация           |                     |
| «Империя»                           | «Лучшая режиссёрская работа»                                            | Пол Гринграсс       | Номинация           |                     |
| «Империя»                           | «Лучший мужской дебют»                                                  | Бархад Абди         | Номинация           |                     |